# 香港歌劇院
香港歌劇院（英語：Opera Hong Kong)，是香港首間歌劇公司，是一個本地音樂組織、非牟利的慈善機構，於2003年7月成立，致力於推廣歌劇藝術。創始人兼藝術總監為莫華倫。
該院首場音樂會為《愛》（Love）音樂會，邀請了多位國際知名歌唱家及來自意大利的國際樂團（International Orchestra）參與演出，廣獲好評。
自成立以來，香港歌劇院曾演出多齣著名歌劇，包括茶花女、杜蘭朵、卡門、費加羅的婚禮、羅密歐與茱麗葉、阿依達及維特(Werther)等經典劇目。
除了傳統歌劇作品外，香港歌劇院亦涉足其他形式的音樂表演，如音樂劇《金沙》(Jinsha)，歌劇音樂會參孫和逹拉娜、黃河大合唱、莫扎特安魂曲、歌劇選段音樂會、詠歎調精選音樂會、廖昌永演奏會、Denyce Graves演奏會。此外，亦推出合家歡歌劇與音樂劇（Operas and Musicals for Families），作為其教育及藝術推廣計劃的一部分。
香港歌劇院也致力推動本地藝術教育，定期舉辦學校巡迴歌劇演出、大師班與夏令營，藉此與青少年建立接觸，培養下一代觀眾與表演者。其旗下的「香港歌劇院合唱團」與「香港歌劇院兒童合唱團」分別於2004年及2008年成立。
為紀念辛亥革命一百周年，香港歌劇院及康樂及文化事務署特別製作原創大型三幕歌劇《中山逸仙》，由黃若作曲、莊梅岩編劇、陳薪伊導演。該劇於2011年9月30日至10月3日間在北京舉行世界首演，中樂團版本則於同年10月13日至16日在香港首演。